# 文森特·阿纳迪
文森特·阿纳迪（英語：Vincent Arnardi，1957年7月10日—），法国音频工程师。他因电影天使爱美丽提名奥斯卡最佳音响效果奖。自1978年起，阿纳迪参与了超过200部电影的制作。

## 部分影视作品
- 天使爱美丽 (2001)[1]